# Bai Xue
Bai Xue (白雪; ur. 13 grudnia 1988 w Heilongjiang) – chińska lekkoatletka specjalizująca się w długich dystansach, mistrzyni świata w maratonie (Berlin 2009).
Brązowa medalistka mistrzostw Azji w maratonie (2004).
W 2005 zdobyła dwa złote medale mistrzostw Azji (Inczon 2005, bieg na 5000 metrów i bieg na 10 000 metrów).
W 2008 reprezentowała Chiny podczas igrzysk olimpijskich w Pekinie, zajęła 21. miejsce w biegu na 10 000 metrów.
W 2009 roku zdobyła złoty medal na mistrzostwach świata w Berlinie w biegu maratońskim oraz wygrała bieg na 10 000 metrów podczas mistrzostw Azji w Guangdong.
Złota medalistka mistrzostw kraju oraz Chińskiej Olimpiady Narodowej.

## Rekordy życiowe
- bieg na 1500 metrów – 4:24,51 (2004)
- bieg na 5000 metrów – 15:09,84 (2007)
- bieg na 10 000 metrów – 31:17,62 (2009)
- bieg maratoński – 2:23:27 (2008)